# Морено, Амандо
Амандо Мигель Морено Маганья (исп. и англ. Amando Miguel Moreno Magaña; 10 сентября 1995, Перт-Амбой, Нью-Джерси, США) — американский и сальвадорский футболист, полузащитник клуба «Эль-Пасо Локомотив» и сборной Сальвадора.
Амандо родился в семье мексиканца и сальвадорки.

## Клубная карьера
Морено — воспитанник «Нью-Йорк Ред Буллз». 11 декабря 2012 года Амандо подписал свой первый профессиональный контракт с «Нью-Йорком», став седьмым доморощенным игроком в истории клуба. 10 марта 2013 года в матче против «Сан-Хосе Эртквейкс» он дебютировал в MLS, заменив в компенсированное время второго тайма Роя Миллера. В том же году он стал обладателем Supporters’ Shield.
В начале 2014 года Морено отказался продлевать контракт с «Ред Буллз» и перешёл в мексиканскую «Тихуану». 16 апреля 2016 года в матче против «Монтеррея» он дебютировал в мексиканской Примере, заменив во втором тайме Габриэля Ауче. В июне 2017 года Морено и Джон Рекехо были отданы в аренду в клуб Ассенсо МХ «Дорадос де Синалоа» на апертуру 2017.
В январе 2018 года Морено вернулся в «Нью-Йорк Ред Буллз». Однако, два месяца спустя он был отчислен из первой команды «Ред Буллз», после чего был подписан в фарм-клуб «Нью-Йорк Ред Буллз II», выступающий в USL.
11 января 2019 года, в день Супердрафта MLS, «Нью-Йорк Ред Буллз» обменял права на Морено в «Чикаго Файр» на драфт-пик. 24 января клуб подписал с ним однолетний контракт с опцией продления ещё на три года. За «Чикаго Файр» он дебютировал 6 апреля в матче против «Торонто». По окончании сезона 2019 «Чикаго Файр» не стал продлевать контракт с Морено.
5 декабря 2019 года Морено подписал контракт с клубом Чемпионшипа ЮСЛ «Нью-Мексико Юнайтед» на сезон 2020. За клуб из Альбукерке он дебютировал 8 марта 2020 года в матче стартового тура сезона против «Остин Боулд». 1 августа в матче против «ОКС Энерджи» он забил свой первый гол за «Нью-Мексико Юнайтед». По итогам сезона 2020 он был признан игроком года атакующего плана клуба. 10 июня 2021 года Морено продлил контракт с «Нью-Мексико Юнайтед» до конца сезона 2023. Концовку сезона 2021 и большую часть сезона 2022 он пропустил из-за разрыва передней крестообразной связки колена.
8 ноября 2023 года Морено подписал контракт с клубом «Эль-Пасо Локомотив». Дебютировал за «Локомотив» он 9 марта 2024 года в матче стартового тура сезона против «Хартфорт Атлетик». 13 марта в матче против «Монтерей-Бея» он забил свой первый гол за «Локомотив».

## Международная карьера
В составе молодёжной сборной США Морено участвовал в молодёжном чемпионате КОНКАКАФ 2015 на Ямайке. На турнире он сыграл в матчах против Арубы и Панамы. В поединке против арубцев Морено забил гол.
В мае 2016 года Морено был вызван в основную сборную США — в тренировочный лагерь и на товарищеский матч со сборной Пуэрто-Рико. Однако, в матче, состоявшемся 22 мая, он не был задействован, оставшись на скамейке запасных.
Паспорт гражданина Сальвадора Морено получил в июне 2021 года. 1 июля он был включён в состав сборной Сальвадора на Золотой кубок КОНКАКАФ 2021. 4 июля в товарищеском матче со сборной Катара он дебютировал за сборную Сальвадора, заменив во втором тайме Хайро Энрикеса.

## Достижения
Командные
 «Нью-Йорк Ред Буллз»
- Supporters’ Shield — 2013